# Amalienhof (Assenheim)
Der Amalienhof ist ein denkmalgeschützter Hof in Assenheim, Stadtteil der hessischen Stadt Niddatal.

## Lage
Der Amalienhof befindet sich in Assenheim auf dem rechten Ufer der Nidda im Silzweg. Auf der anderen Seite des Flusses liegt Schloss Assenheim mit seinem Schlosspark.

## Geschichte
Der Hof wurde 1794 durch den Kammerrat Geyger errichtet, der für das Adelsgeschlecht Solms arbeitete. Er hatte bei einer französischen Besatzung während des ersten Koalitionskriegs der Assenheimer Bevölkerung 10.000 Gulden vorgeschossen, um eine Plünderung zu vermeiden. Dafür wurde er mit den Grundstücken entschädigt, die damals außerhalb des Dorfes lagen, das damals zum Amt Assenheim gehörte. 1820 wechselte der Hof in den Besitz der solmsischen Grafen in Assenheim. 1840 wurden die Gebäude renoviert und das Haupthaus erhielt zur Nidda gerichtet eine klassizistische Fassade, um als Witwensitz für Gräfin Luise Amalie Gräfin von Erbach-Schönberg zu dienen, die Frau von Karl zu Solms-Rödelheim. Sie bewohnte das Anwesen nach dessen Tod 1844 bis zum Jahr 1875. Anschließend wurden die Gebäude zu einer gräflichen Gärtnerei mit Orangerie umgebaut. 1970 wurden die Gebäude saniert und zu Mietshäusern umgebaut. Von dem einst geschlossenen Geviert blieben das zweistöckige Haupthaus mit zentralem Zwerchhaus und Walmdach und einem rechtwinklig anschließenden, eingeschossigen Fachwerkflügel erhalten. Mehrere Wirtschaftsgebäude wurden abgerissen, die südöstlich vorgelagerte, eingeschossige ehemalige Orangerie dient nun als Wohngebäude.
Die Gesamtanlage mit der Rasenfläche des alten Gartens und dem Uferabschnitt der Nidda ist aus geschichtlichen und künstlerischen Gründen als Kulturdenkmal nach dem Hessischen Denkmalschutzgesetz ausgewiesen.